# White Lung
White Lung est un groupe de punk rock canadien, originaire de Vancouver, en Colombie-Britannique.

## Biographie

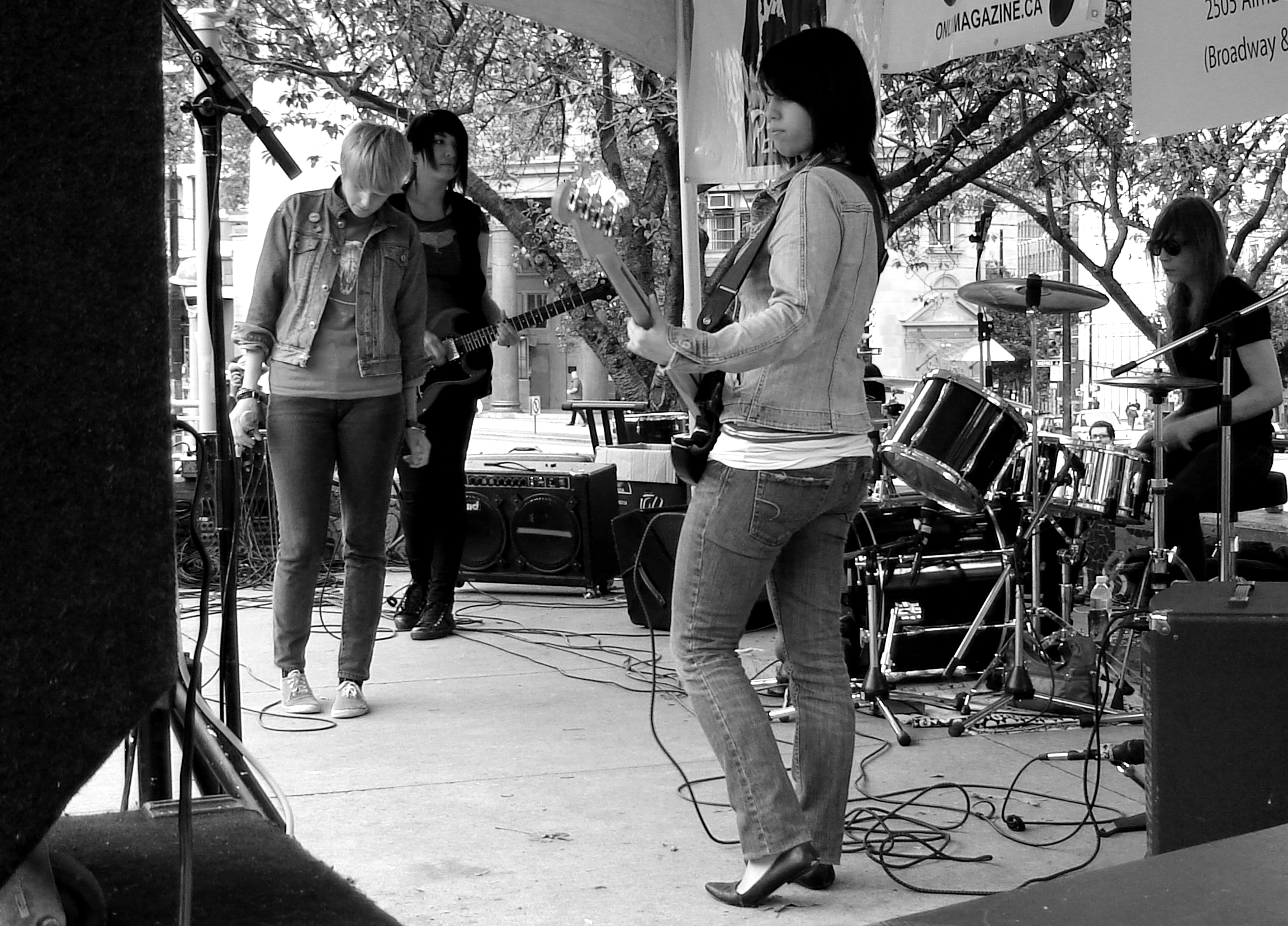
White Lung en 2007. De gauche à droite : Mish Way, Natasha Reich, Grady Mackintosh, et Anne-Marie Vassiliou.

Actif depuis 2006, le groupe est issu de la scène punk DIY du quartier de Downtown Eastside, à Vancouver,.
En 2010, après trois singles et un changement de formation, le groupe publie un premier album intitulé It's the Evil, sur le label canadien Deranged Records. Le LP est élu meilleur album punk de l'année 2010 par le magazine musical canadien Exclaim!. En 2012 suit l'album Sorry qui permet au groupe de se faire connaître au-delà des frontières américaines, et lui vaut de tourner en compagnie de groupes tels que METZ et Iceage. En 2014, le groupe signe sur le label Domino et publie son troisième album Deep Fantasy,.
Au printemps 2015, White Lung effectue une tournée nord-américaine avec Refused. Installée à Los Angeles, la chanteuse Mish Way est également essayiste et critique musicale pour des journaux et magazines tels que The Guardian et Vice. Le groupe publie son 4e album en mai 2016. Intitulé Paradise, il est enregistré à Los Angeles par Lars Stalfors (en) (The Mars Volta).
Le groupe annonce en septembre 2022 qu'il se sépare après la sortie de son cinquième et dernier album, Premonition, le  2 décembre de la même année.

## Membres actuels
- Mish Way – chant
- Kenneth William – guitare
- Anne-Marie Vassiliou – batterie
- Lindsey Troy – basse